# Долина Снейк-рівер

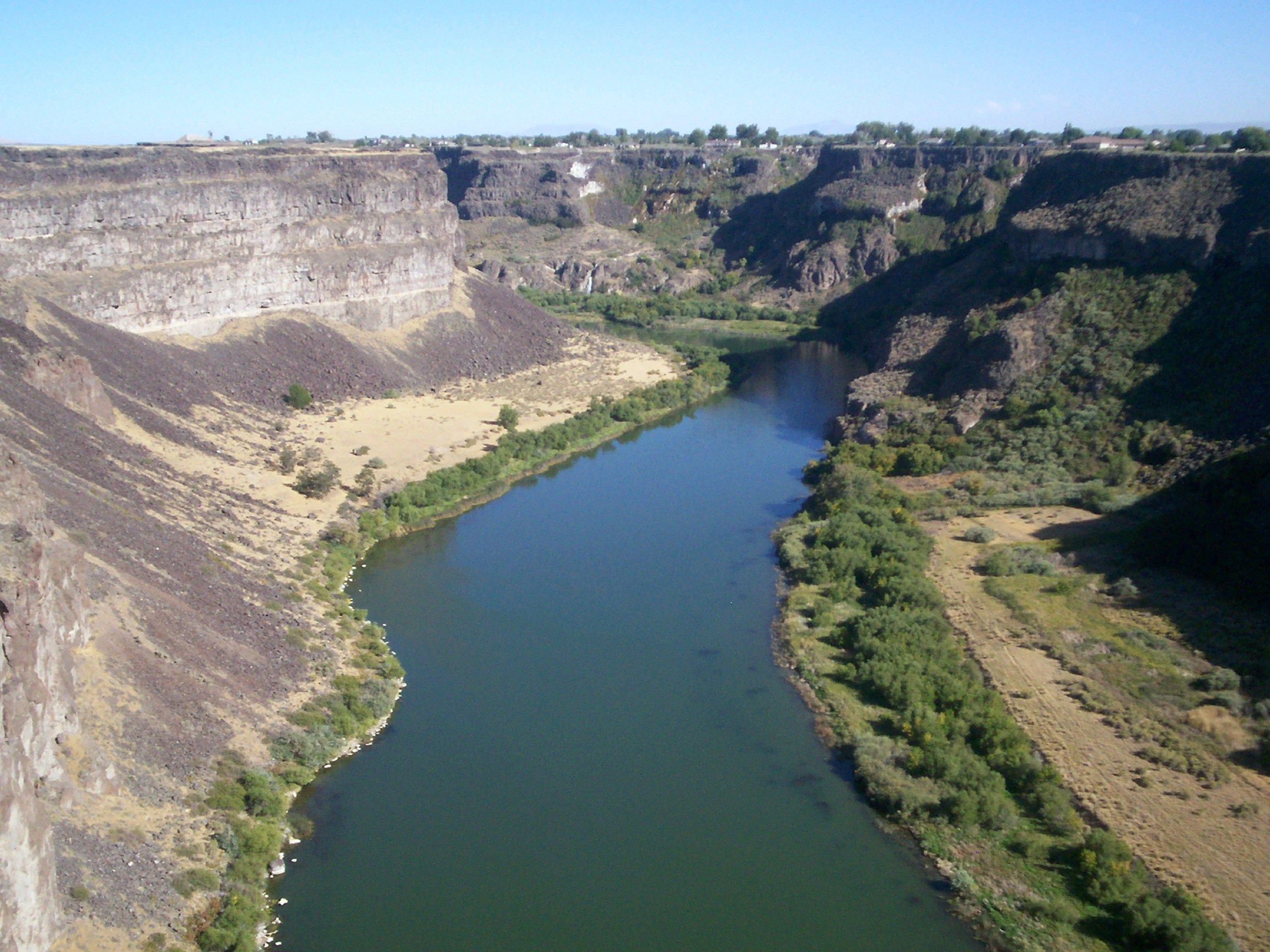
Снейк-рівер, прямуючи через рівнини залишає багато каньйонів і ущелин, наприклад, цю біля Twin Falls, Айдахо

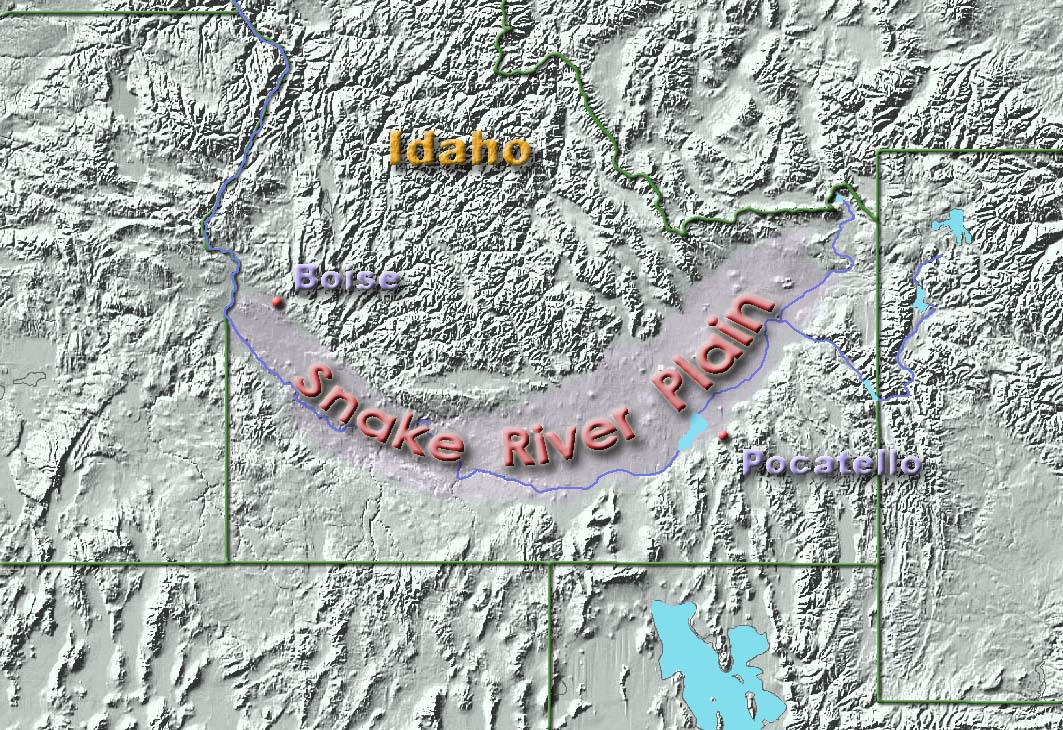
Рівнина Снейк-Рівер у південному Айдахо

43°00′ пн. ш. 113°30′ зх. д. / 43.000° пн. ш. 113.500° зх. д.
Плато Снейк-рівер (англ. Snake River Plain) — геологічна особливість, розташована в штаті Айдахо, США у сточищі річки Снейк. Плато розтягнулося на 640 кілометрів з північного західного кордону зі штатом Вайомінг до кордону зі штатом Орегон. Є дугоподібною западиною і покриває приблизно чверть території Айдахо. На ньому розташовано велика кількість найважливіших міст штату, також воно є значущим сільськогосподарським регіоном

## Геологія
Плато Снейк-рівер можна розділити на три долини: західну, центральну і східну. Західна долина є протяжною скидовою западиною, що простягається у північно-західному напрямку. Східна долина простягається у північно-східному напрямку. Центральна долина розташована у вигині дуги і є перехідною областю між західною і східною долинами. Вік наймолодших порід, що знаходяться в районі Єллоустон, становить 600 Кілороків. Найдавніші, що знаходяться в районі поселення Мак-Дермітт, налічують 16-17 Ma. Центральна і східна долини складаються з товстих шарів вулканічного туфу, покритих тонким шаром базальту. У західній долині протікали геологічні процеси двох типів. У результаті вулканічної активності основні водні канали періодично запруджувался, що призводило до утворення великих озер. Але з часом природні греблі руйнувалися, і озера спустошувалися. Такі процеси відбувалися неодноразово, про що свідчать потужні річкові та озерні відкладення, перешаровані матеріалом вулканічного походження Долина утворилася в результаті руху Єллоустонської гарячої точки в північно-східному напрямку протягом 17 Ma.

## Вплив на клімат
Плато має значний вплив на клімат Єллоустону і на прилеглі до нього області на півдні і заході. Під час свого руху, Єллоустонська гаряча точка  прорізала в Скелястих горах канал 110 км завширшки. Його західний кінець збігається з проміжком між Каскадними горами і хребтом Сьєрра-Невада. Завдяки цьому утворився канал, по якому волога у вигляді хмар і вологих повітряних мас надходить безпосередньо від Тихого Океану до Єллоустону. Пройшовши через долину, волога випадає у вигляді дощу або снігу. В результаті регіони Єллоустон і Тітон отримують значно більше вологи, ніж сусідні регіони.